# Spökdvärgmal
Spökdvärgmal (Stigmella rhamnella) är en fjärilsart som först beskrevs av Herrich-Schäffer 1860.  Spökdvärgmal ingår i släktet Stigmella, och familjen dvärgmalar. Arten har ej påträffats i Sverige.